# Cá cấn
Cá cấn hay còn gọi là cá đòng đong cân cấn (Danh pháp khoa học: Barbodes semifasciolatus) là một loài cá bản địa thuộc họ cá chép Cyprinidae.

## Phân bố
Loài bản địa đông nam Trung Quốc (Hải Nam, Hồng Kông, Phúc Kiến, Quảng Đông, Quảng Tây), Đài Loan, Việt Nam (lưu vực sông Hồng và miền Trung Việt Nam), nơi chúng sinh sôi và phát triển trong vùng nước ngọt ở độ sâu tới 5 mét (16 ft). Tại Lào và tỉnh Vân Nam (Trung Quốc) thì sự hiện diện là không chắc chắn. Theo IUCN thì nó đã du nhập vào Hawaii và Uruguay. Loài này cũng có thể được tìm thấy trong các thị trường cá cảnh nơi nó là một loại cá cảnh rất phổ biến.

## Lịch sử phân loại
Năm 1868, tại trang 140 bài Catalogue of the Physostomi, containing the families Heteropygii, Cyprinidæ, Gonorhynchiidæ, Hypodontidæ, Osteoglossidæ, Clupeidæ, Chirocentridæ, Alepochephalidæ, Notopteridæ, Halosauridæ, in the collection of the British Museum nhà ngư học Albert Günther mô tả loài Barbus fasciolatus theo mẫu thu thập tại Trung Quốc, nhưng tại trang 484 ông đổi tên thành Barbus semifasciolatus, do tại trang 108 cũng trong bài này tác giả đã mô tả loài Barbus fasciolatus theo mẫu thu thập tại Angola, với danh pháp hiện nay là Enteromius fasciolatus.
Năm 2013, Maurice Kottelat chuyển nó sang chi Barbodes thành Barbodes semifasciolatus.

## Đặc điểm

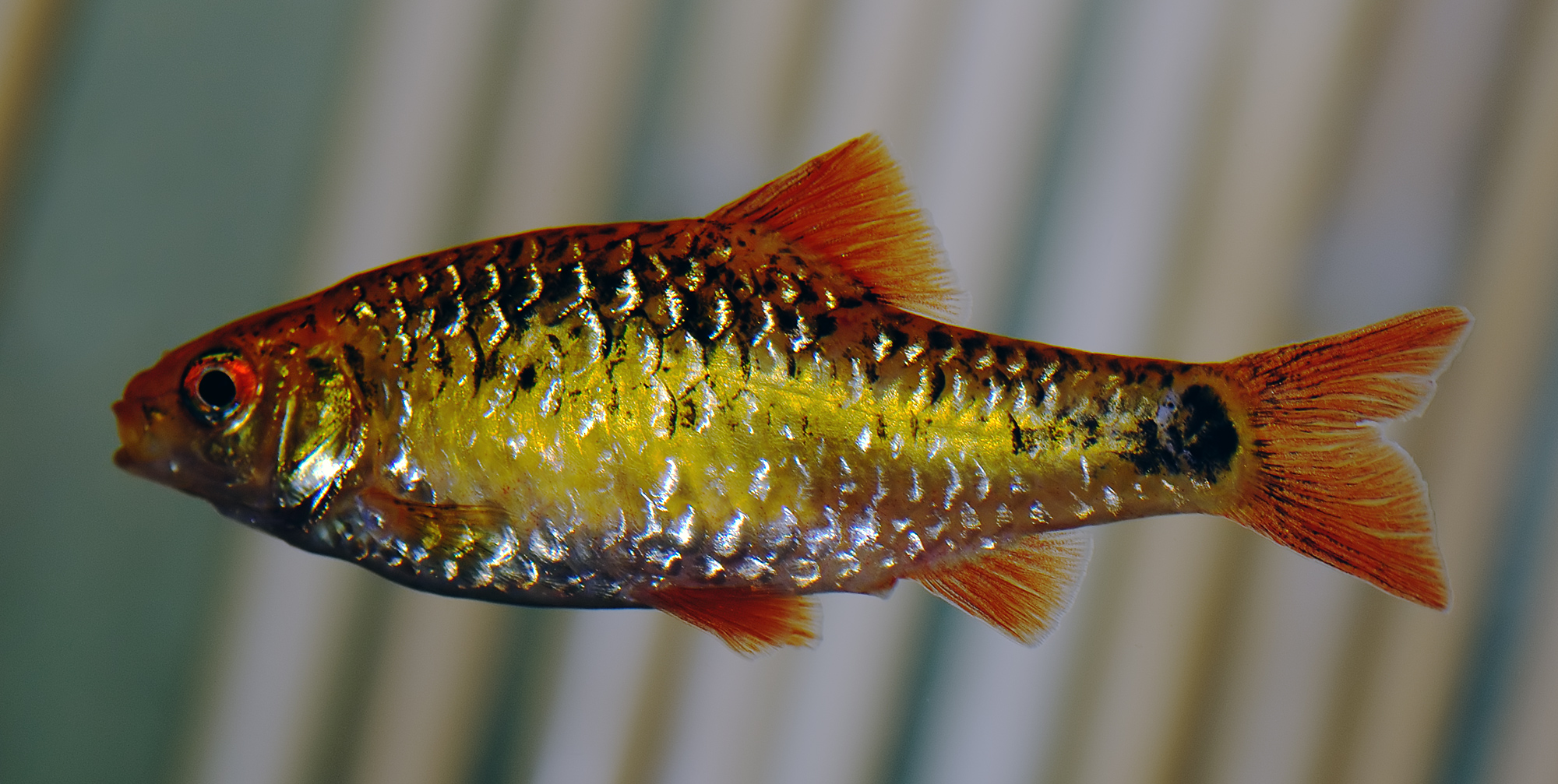

Cá cấn có kích thước chỉ bằng ngón tay út, con to nhất cũng chỉ bằng ngón chân cái, thịt không béo, không nhiều thịt. Cá thể trưởng thành của loài này có lưng uốn cong và một cặp râu ngắn trên hàm trên ở các góc của miệng, hai bên là một ánh kim màu xanh lá cây hoặc màu vàng-xanh. Bụng chúng có màu trắng, chuyển thành màu cam-đỏ ở con đực vào thời điểm giao phối. Con cái có thể được phân biệt bằng màu sắc xỉn của chúng. Loài này có thể đạt chiều dài 7 cm (2,8 in) mặc dù hầu hết đều không vượt quá 3,5 cm (1,4 in).
Cá cấn có chứa protein, chất béo, calci, kali, magnesi, selen và nhiều chất dinh dưỡng khác, thịt mềm, dễ tiêu hóa, phù hợp cho trẻ em, người già và những người có chức năng tiêu hóa kém. Thịt cá giàu chất chống oxy hóa. Chế độ ăn uống của chúng bao gồm động vật không xương sống nhỏ như côn trùng, động vật giáp xác và giun và nguồn thực vật. Những con cá cái trưởng thành thường sẽ đẻ trứng khoảng một trăm trứng, mặc dù lên đến 400 trứng đã được quan sát thấy từ một con cái đặc biệt.
Cá cấn là một loại cá đồng, sống theo đàn, sinh sôi mạnh nhất vào mùa Hè. thường sống thành từng đàn trong các con lạch nhỏ ở vùng quê miền Trung. Cá nhiều nhất là vào tháng 9, tháng 10 âm lịch, khi những con mưa cuối mùa xuất hiện, cá cấn theo dòng nước len lỏi trong các đồng ruộng hay những con lạch, suối nhỏ. Khoảng đầu tháng 9 âm lịch, khi những cơn mưa đầu mùa trút xuống, ruộng đồng bắt đầu xâm xấp nước là lúc những con cá nhỏ bằng đầu đũa theo nước các khe, rạch chảy vào ruộng.

## Ẩm thực
Cá cấn kho nghệ là món ăn rất ngon và là đặc sản của xứ Quảng, thậm chí chúng còn được gọi là "món ăn của nhà nghèo" nhưng ít ai biết chúng lại có tác dụng to lớn trong việc bổ sung máu, tốt cho dạ dày. Cá cấn kho lá nén là "món ăn nhà nghèo", nhưng có sức hấp dẫn đặc biệt đối với người miền Trung. Chúng cũng là loại cá bổ dưỡng, tốt cho sức khỏe của con người.